# Исакович, Антоние
Анто́ние Иса́кович (серб. Антоније Исаковић; 6 ноября 1923, Рача, Королевство Югославия — 13 января 2002, Белград, Сербия) — сербский писатель, сценарист. Лауреат премии журнала НИН (1982).
Действительный член Сербской академии наук и искусств.

## Биография
Участник Второй мировой войны. Партизан НОАЮ с 1941 года. С 1945 года — член одного из райкомов Коммунистической партии Югославии, член Регионального комитета КПЮ в Крагуеваце.
С 1949 года — редактор журнала «НИН», затем — редактировал литературный журнал «Delo». В 1960—1974 — директор издательства «Просвета».
С 1968 — член-корреспондент Сербской академии наук и искусств, с 1976 — действительный член САНИ, вице-президент САНИ с 1980 по 1992 год.
Избирался народным депутатом скупщины СР Сербии и СФРЮ.
Автор проекта Меморандума Сербской академии наук и искусств (1986) о децентрализации СФРЮ, фундаментальной реорганизации государства, ставшим одним из ключевых моментов в распаде Югославии и начала югославских войн.
А. Исакович был одним из 50 членов Сербской академии наук и искусств, подписавших в октябре 1999 года петицию за отставку Слободана Милошевича.

## Творчество
Автор многих романов, повестей и рассказов. Его знаменитое произведение «Кашика» входит в обязательную учебную программу сербского языка и литературы в начальных школах.

## Избранная библиография
- Velika deca, 1953.
- Paprat i vatra, 1962.
- Pripovetke, 1964.
- Prazni bregovi, 1969.
- Избранные произведения в 5 томах, 1976.
- Tren 1, роман, 1976.
- Tren 2, роман, 1982.
- Berlin kaputt, 1982.
- Obraz, 1988.
- Govori i razgovori, 1990.
- U znaku aprila: i druge priče, 1991.
- Miran zločin, 1992
- Drugi deo mog veka: da se ne zaboravi, 1993.
- Gospodar i sluge, 1995.
- Riba, 1998.
- Nestajanje, 2000.

### Переводы на русский язык
- Папоротник и огонь : рассказы. — М. : Художественная литература, 1970. — 176 с.
- Мгновенье : Разговоры с Чеперко. — М. : Прогресс, 1979. — 167 с.

## Сценарии
- 1958 — Единственный выход
- 1958 — Олеко Дундич
- 1958 — Kroz gnanje nebo
- 1960 — Partizanske price
- 1963 — Dve noci u jednom danu
- 1965 — Папоротник и огонь
- 1969 — Zaseda
- 1970 — Kasika
- 1973 — Molba iz 1950
- 1973 — Srednje vojne skole
- 1978 — Герника / Guernica
- 1978 — Момент 1 / Tren 1
- 1980 — Момент 2 / Tren 2
- 1981 — Берлин капут / Berlin kaputt
- Хозяин и слуга / Gospodar i sluge

## Награды
- Орден «За храбрость»
- Орден Братства и единства
- 1953 — Премия Змай
- 1962 — Премия 7 июля СР Сербии.
- 1969 — Октябрьская премия Белграда
- 1977 — Премия имени Иво Андрича
- 1982 — Премия журнала НИН
- 1993 — Октябрьская премия
- 1995 — Премия имени М. Селимовича